# Peter David Smith

Erzbischofswappen von Peter David Smith

Peter David Gregory Smith (* 20. Oktober 1943 in London, Vereinigtes Königreich; † 6. März 2020 ebenda) war ein britischer Geistlicher und römisch-katholischer Erzbischof von Southwark (2010–2019). Zuvor war er Bischof von East Anglia (1995–2001) und Erzbischof von Cardiff (2001–2010).

## Leben
Peter David Smith studierte zunächst Rechtswissenschaften an der University of Exeter und trat dann in das Priesterseminar St John's Seminary in Wonersh ein und studierte Philosophie und Theologie. Am römischen Angelicum absolvierte er ein Doktoratsstudium in Kanonischem Recht. Er empfing am 15. Juli 1972 das Sakrament der Priesterweihe. Nach Kaplanstätigkeit lehrte Smith Recht am St John’s Seminary in Wonersh. 1984/85 war er Kurat in Thornton Heath und von 1985 bis 1994 Rektor des Priesterseminar St John’s Seminary in Wonersh.
Am 21. März 1995 ernannte ihn Papst Johannes Paul II. zum Bischof von East Anglia. Der Erzbischof von Westminster, Basil Kardinal Hume OSB, spendete ihm am 27. Mai desselben Jahres die Bischofsweihe; Mitkonsekratoren waren der Erzbischof von Southwark, Michael George Bowen, und der emeritierte Bischof von East Anglia, Alan Charles Clark. Johannes Paul II. ernannte ihn am 26. Oktober 2001 zum Erzbischof von Cardiff. Am 30. April 2010 ernannte ihn Papst Benedikt XVI. zum Erzbischof von Southwark. Die Amtseinführung erfolgte am 10. Juni desselben Jahres in der Sankt-Georgs-Kathedrale in Southwark.
2010 wurde Smith von Kardinal-Großmeister John Patrick Kardinal Foley zum Großoffizier des Ritterordens vom Heiligen Grab zu Jerusalem ernannt und in den Päpstlichen Laienorden investiert.
Nach dem Rücktritt von Bischof Kieran Conry war Smith während der Sedisvakanz vom 4. Oktober 2014 bis zum 28. Mai 2015 zusätzlich Apostolischer Administrator des Bistums Arundel und Brighton.
Papst Franziskus nahm am 10. Juni 2019 seinen altersbedingten Rücktritt an.